# Croix du cimetière de Putot-en-Bessin
La croix du cimetière de Putot-en-Bessin est un monument situé à Putot-en-Bessin, en Normandie.

## Historique
La croix est datée de la première moitié du XVIIe siècle et est inscrite à l'inventaire supplémentaire des monuments historiques depuis le 4 octobre 1932. Après avoir souffert durant les combats de la bataille de Normandie, elle a fait l'objet d'une restauration.

## Description

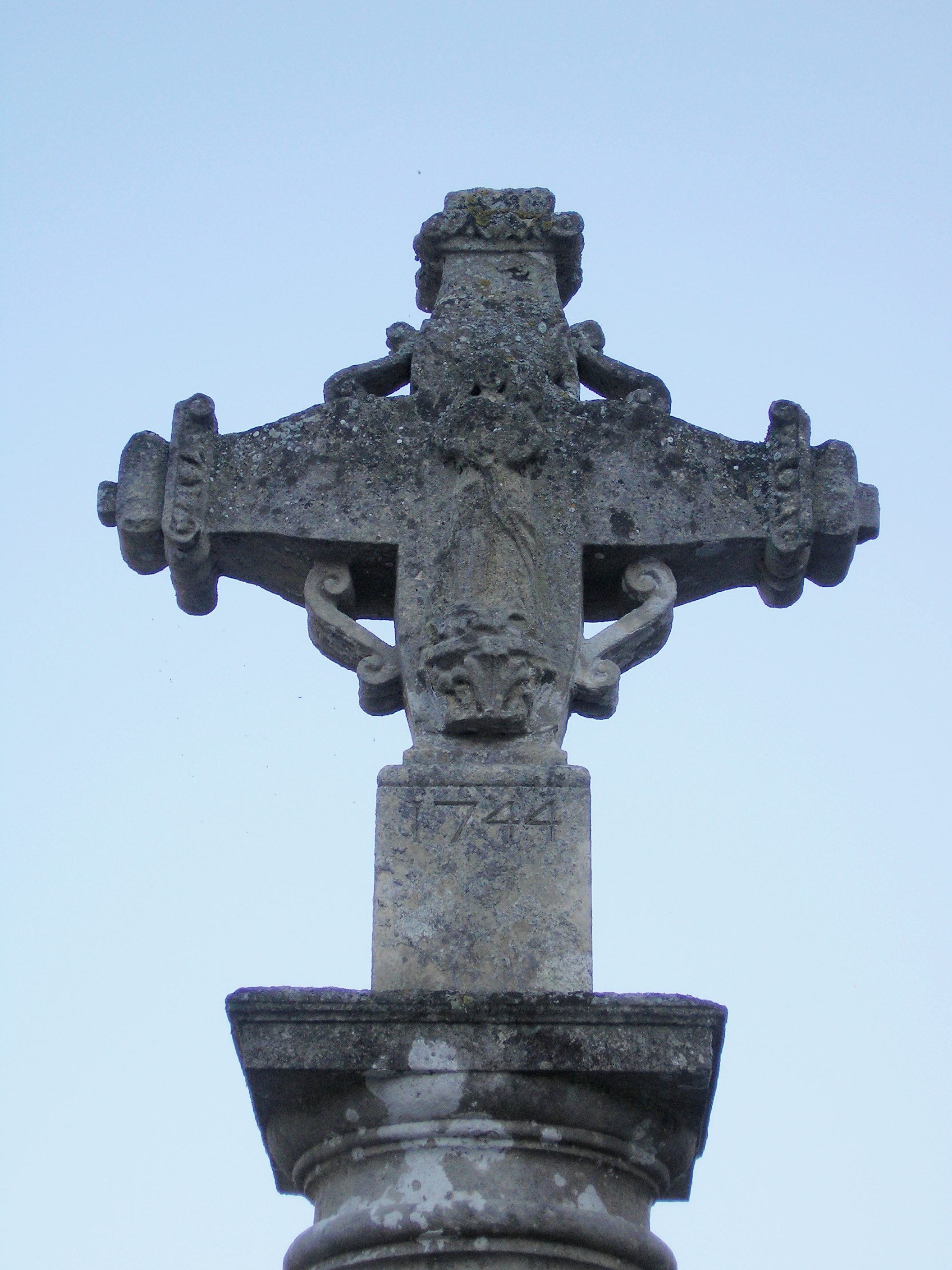
Le croisillon.